# 10 décembre 1931
Le jeudi 10 décembre 1931 est le 344e jour de l'année 1931.

## Naissances
- Hermann Knoll (mort le 26 mars 2015), joueur professionnel et entraîneur autrichien de hockey sur glace
- Joseph Peter O'Connell (mort le 27 avril 2013), évêque catholique australien
- Klaus Scherrer, biologiste français de nationalité suisse
- Luciano Tesi, astronome italien
- Pierre Dumesnil, nageur français
- Raymond Reisser (mort le 4 avril 2017), cycliste français
- Richard Norris (mort le 25 août 2012), joueur britannique de hockey sur gazon

## Décès
- Eduard Bertz (né le 8 mars 1853), traducteur allemand
- Enrico Corradini (né le 20 juillet 1865), écrivain et homme politique italien
- Max Elskamp (né le 5 mai 1862), poète belge
- Juri Nikolajewitsch Woronow (né le 1er juin 1874), botaniste russe

## Événements
- Sortie du film À l'est de Shanghaï